# ヘルゲ・フォン・コッホ

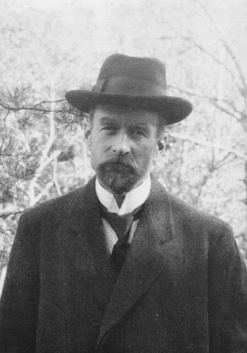
ヘルゲ・フォン・コッホ

ニルス・ファビアン・ヘルゲ・フォン・コッホ（Niels Fabian Helge von Koch、1870年1月25日 - 1924年3月11日）は、スウェーデンの数学者である。初期に発見された有名なフラクタル曲線の一つであるコッホ曲線に名を残している。
コッホはストックホルムでスウェーデン貴族の家に生まれた。彼の祖父ニールス・サミュエル・フォン・コッホは、スウェーデンの司法長官だった。彼の父リッヘルト・フォークト・フォン・コッホは、スウェーデン近衛騎兵連隊の中佐だった。
コッホは1892年にウプサラ大学で博士号を取得して、1905年から王立工科大学の教授、1911年からストックホルム大学の教授を務めた。
コッホは数論についていくつかの論文を書いた。彼の業績のうちの一つは、1901年のリーマン予想と素数定理の関連についての証明である。1904年にコッホ曲線を提唱した。
1924年にストックホルムで死去した。